# باربارا و جک دیویس هال
باربارا و جک دیویس هال (به انگلیسی: Barbara and Jack Davis Hall) در ۱۰ ماه مه سال ۲۰۱۲، بخشی از دانشگاه در طرح راهبردی بوفالو ساخته شد. این ساخت و ساز جز مجموعه باربارا و جک دیویس هال (به انگلیسی:Barbara and Jack Davis Hall) بود که به عنوان دیویس هال هم شناخته می‌شود.

## روند ساخت پروژه
پروژه در سال ۲۰۰۹ با خاک برداری و تخریب زمین آغاز شد و در اواخر سال ۲۰۱۱ با هزینه ۷۵ میلیون دلار به پایان رسید. که این هزینه شامل ۴۹٫۶ میلیون دلار بودجه از ایالت نیویورک بود و بقیه ازسرمایه گذاری‌های شرکت‌ها و افراد به دست آمد.
علاوه بر مهندسی UB، دیویس هال مجهز به علم کامپیوتر و برق است و شامل چندین آزمایشگاه جدید و مراکز تحقیقاتی است.
ساختمان ویژگی‌های منحصربه‌فردی شامل پایگاه هنر، امکانات متعدد و آزمایشگاه‌هایی را دارا است. این ویژگی‌ها به منظور بهبود کیفیت مناسب و رسیدن به اهداف از پیش تعیین شده در دانشگاه و حوزه پژوهش برش لبه در مهندسی UB و همچنین چشم‌انداز جامعه، تبدیل UB به عنوان به عنوان پیشرو در سطح عمومی دانشگاه‌ها بود.
این ساختمان توسط ترنر ساخته شد و طراحی بیرونی آن به صورت مدار دایره‌ای شکل است که یادآور تعامل بین دانشکده و دانشجویان است که توسط پرکینز و شرکت ویل طراحی شده‌است. سازمان حمایت از محیط زیست گواهینامه استاندارد لید طلایی را به این ساختمان داده است.

## نامگذاری ساختمان
این ساختمان به نام باربارا و جک دیویس هال نام‌گذاری شده بود، زن و شوهری که بزرگترین سرمایه‌گذاری را در میان افراد مختلف برای این ساختمان کرده بودند. این زوج اولین کمک مالی خود را که ۱٫۵ میلیون دلار بود برای تأمین منابع مالی پروژه در سال ۲۰۰۸ پرداخت کرده بودند.
جک، فارغ‌التحصیل مهندسی UB در سال ۱۹۵۵ و همسرش، ۳٫۵ میلیون دلار بیشتر کمک کردند و در تاریخ این دانشگاه به عنوان بزرگترین سرمایه‌گذار به مردم معرفی شدند.

## فضاهای ساختمان
ساختمان دپارتمان خانه‌ای جدید برای مهندسان کامپیوتر و مهندسان برق شد. همچنین، ساختمان از پنج بخش دیگر مانند مکانیک و مهندسی هوا فضا، مهندسی پزشکی، عمران، سازه و مهندسی محیط زیست، مهندسی سیستم‌ها و مهندسی بیولوژیک شیمیائی نیز حمایت می‌کرد.

## ویژگی‌های قابل توجه
دیویس هال یک ساختمان اقتصادی پسند است که دروازه جدیدی به سمت پژوهش لبه برش‌های جدید، پایگاه هنر، امکانات و آزمایشگاه‌ها باز کرده‌است.

## امکانات و مراکز پژوهشی
- ۵۰۰۰ فوت مربع (۴۶۰ m2) از فضای اتاق تمیز
- دو آزمایشگاه سه بعدی مهندسی برق
- اتاق‌های هوشمند
- آزمایشگاه جراحی
- آزمایشگاه‌های چند رسانه‌ای
- آزمایشگاه‌های امنیتی
- دو آزمایشگاه تجسم
- یازده آزمایشگاه چند منظوره
- قطب تجزیه و تحلیل و تشخیص سند
- مرکز متحد بیومتریک و سنسور

## مدرک طلایی لید
در ۴ آوریل ۲۰۱۲ اعلام شد که ساختمان موفق به دریافت گواهینامه لید طلایی شده‌است. این ساختمان بیشترین میزان انرژی که اسفاده می‌کند ۳۴ درصد است. برخی از ویژگی‌های آن سبز ساختن ساختمان است و به شرح زیر می‌باشد:
- میدان در فضای باز است که شامل محوطه سازی، آب هاس سطحی و روش‌هایی برای گرفتن فاضالب‌های سطحی
- سقف کوچک سبز
- رگبار خشک
- قفسه‌های دوچرخه
- ساخته شده با مصالح ساختمانی قابل بازیافت
- سیستم‌های گرمایش، خنک‌کننده و تهویه مطابق با استانداردهای صرفه جویی در مصرف انرژی